# بازداشتگاه (فیلم)
بازداشتگاه فیلمی به کارگردانی و نویسندگی کوپال مشکوت محصول سال ۱۳۶۲ است.

## خلاصه داستان
گروهی نظامی و غیرنظامی که در بازداشتگاهی در عراق به سر می‌برند در پی اقدامی متحد با زندانبان‌های خود گلاویز می‌شوند و از بازداشتگاه می‌گریزند و به رزمندگانی می‌پیوندند که بر ضد متجاوزان نبرد می‌کنند. آن‌ها به پیروزی دست می‌یابند.

## بازیگران
- محمد مطیع
- حسین شهاب
- جمشید هاشم‌پور
- ناهید ظفر
- بهروز جلیلی
- ایرج سرباز
- مجید علیزاده
- فرخ‌نیا
- نعمت حقیقی
- جواد روشنایی
- رسول حیدری
- محمدرضا عسگری
- جلیل فرجاد
- اکبر سنگی
- داوود موثقی
- سیروس تقی‌نژاد
- امیر معاون زاده
- علی اوسیوند